# Звездани екран
„Звездани екран” у поднаслову 80 година научнофантастичног филма је била краткометражна телевизијска емисија Редакције документарног и образовно - научног програма РТВ Београда, која се првобитно емитовала од 1984. Уредник серије је била Винка Матијашић.
Читав ТВ серијал настао је поводом 80 година научнофантастичног филма, а иза свега је стајао аутор др Зоран Живковић, који ће касније, односно данас, бити најпревођенији живи српски писац и прозни првак наше научне фантастике.
Живковић у емисији обрађује и говори о низу других остварења ове све популарније гране седме уметности. У 18 епизода Живковић говори о почецима научнофантастичног филма и његовом развоју те даје предвиђања за будућност.
Из онога што је рекао може се приметити да је нераскидива повезаност између књижевних дела и ове врсте уметности те да живот овим остварењима дају углавном књижевна дела, а не пука екранизација филмског трика.
Упркос сјајним специјалним ефектима који су деведесетих усавршени до перфекције, на првом месту је ипак прича и идеја. И тек у комбинацији ова остварења добијају пун смисао.
Сценарио и водитељ: Зоран Живковић
Сарадници: Јасна Драговић и Виктор Симић
Редитељ: Јелена Генчић

## Списак епизода
| Епизода                        | Прво приказивање |
| ------------------------------ | ---------------- |
| 1. Путовање на месец           | 1984.            |
| 2. Аелита                      | 1984.            |
| 3. Метрополис                  | 1984.            |
| 4. Франкенштајн                | 1984.            |
| 5. Кинг Конг                   | 1984.            |
| 6. Рат светова                 | 1984.            |
| 7. Забрањена планета           | 1984.            |
| 8. Пут у средиште земље        | 1984.            |
| 9. Времеплов                   | 1984.            |
| 10. Фаренхајт 451              | 1984.            |
| 11. Планета мајмуна            | 1984.            |
| 12. Одисеја у свемиру 2001.    | 1984.            |
| 13. Паклена поморанџа          | 1984.            |
| 14. Соларис                    | 1984.            |
| 15. Ролербол                   | 1984.            |
| 16. Ратови звезда              | 1984.            |
| 17. Блиски сусрети треће врсте | 1984.            |
| 18. Хеви метал                 | 1984.            |